# В интернете кто-то неправ! Научные исследования спорных вопросов
«В интернете кто-то неправ! Научные исследования спорных вопросов» — научно-популярная книга научного журналиста и биолога Аси Казанцевой, опубликованная в 2016 году издательством Corpus. Книга критикует лженауку и рассказывает о распространённых в интернете мифах из сферы биологии, методах поиска аргументации и работы с источниками. Книга вышла при поддержке просветительского фонда «Эволюция».

## Содержание
По словам Аси Казанцевой, название книги происходит из того, что она затрагивает целый ряд холиваров в интернете, а идея дать тем, «кто выступает на стороне сил добра и разума», готовый инструментарий для ведения споров с использованием научных аргументов со ссылками на первоисточники. По убеждению автора, споры в интернете происходят не для переубеждения собеседника (что, по мнению писательницы, сделать в большинстве случаев невозможно), а для наблюдателей этих споров, не вступающих в дискуссию, но способных оценить красоту и стройность аргументов каждой из сторон, и, соответственно, склониться к одной или другой точке зрения.
По мнению автора книги, распространенность лженауки «просто гигантская», и её желанием было — сделать обзор тех псевдонаук, которые представляются Казанцевой наиболее опасными. В книге поднимаются и опровергаются различные заблуждения, включающие в себя миф о том, что якобы мужчины умнее женщин, о том, что вакцинация вызывает аутизм, объясняется механизм работы вируса иммунодефицита человека (ВИЧ), и содержатся рассуждения об этичности потребления органической пищи.

## Оценки
На обложке книги присутствуют отзывы академика и борца со лженаукой Евгения Александрова и политика Алексея Навального. Александров называет книгу яркой и смелой, ставя в заслугу автору смелость «вступить в схватку сразу с дюжиной мифов, глубоко въевшихся в общественное сознание». Также рецензент отмечает, что в книге каждый тезис подкреплён серьёзными научными исследованиями, а текст читается как захватывающий научно-детективный сериал. Навальный сравнивает работу Казанцевой и Фонда борьбы с коррупцией, считая, что они делают похожие вещи: используют открытые источники и опираются на факты для доказательства фактов коррупции в России и безопасность продуктов ГМО.
Лиза Биргер из The Village в своём обзоре пишет, что книга Казанцевой даёт урок критического мышления, необходимого для пользователей интернета и телезрителей, а Алексей Павперов делает акцент на том, что эта книга — важный к прочтению текст в пространстве непрекращающегося информационного шума, распространения заблуждений и дезинформации.
Доктор медицинских наук, председатель правления Московского городского научного общества терапевтов Павел Воробьёв высказывает множество замечаний по книге, в итоге заявляя, что «жанр книги в целом не предполагает глубокого аналитического исследования, так как воспроизводит лишь споры в Интернете — горячие, и как мы уже сказали — часто бессмысленные».
В 2016 году книга вошла в шорт-лист категории Non-fiction книжной премии OZON.ru ONLINE AWARDS, а в 2017 году — в шорт-лист премии «Просветитель».
Работа попала в число научно-популярных книг, отобранных экспертами программы «Всенаука» для бесплатной публикации в интернете в рамках проекта «Дигитека».